# 彭翼宸
彭翼宸，河南南陽人，清朝政治人物、进士出身。
顺治十八年（1661年）登进士；康熙九年，授惠安县知县，康熙十一年修撰《惠安县志续补》。